# Herb gminy Pakosławice
Herb gminy Pakosławice – jeden z symboli gminy Pakosławice.

## Wygląd i symbolika
Herb przedstawia na tarczy w polu złotym czarną wieżę z oknem gotyckim oraz barokowym hełmem z wiatrowskazem, w bramie z zielonymi wrotami czerwony dzwon, natomiast po obu stronach wieży dwa czerwone dzwony. Herb wielki gminy zawiera również dwa złote lwy–trzymacze, czwórpolową tarczę (nawiązującą do herbu (księstwa nyskiego) oraz czerwoną wstęgę z napisem „GMINA + PAKOSŁAWICE + GMINA”.